# Julius Heinrich Petermann

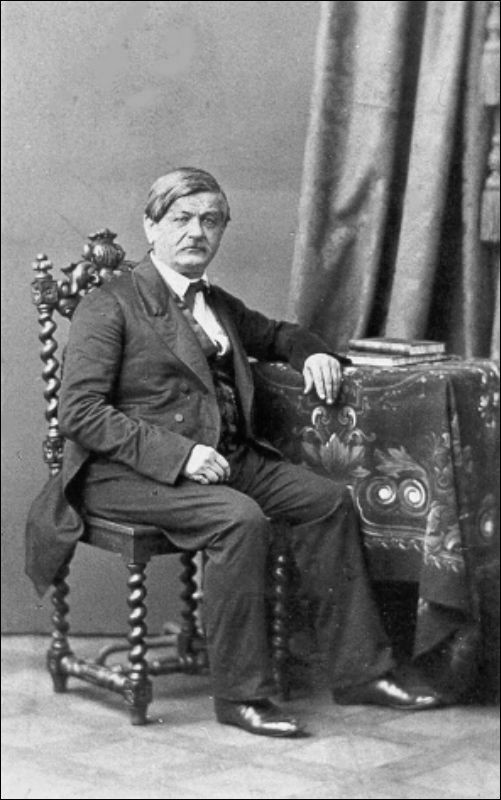
Julius Heinrich Petermann.

Julius Heinrich Petermann, född den 12 augusti 1801 i Glauchau, död den 10 juni 1876 i Nauheim, var en tysk orientalist.
År 1837 blev Petermann extra ordinarie professor i orientaliska språk vid universitetet i Berlin. Mellan 1852 och 1855 reste han i Mindre Asien och Persien och 1867–1868 besökte han i offentligt uppdrag Syrien och Palestina. Petermanns mest kända arbete är serien Porta linguarum orientalium, som är en efter gemensam plan utarbetad samling elementarböcker med grammatik, läsebok och ordbok över de orientaliska språken. Petermann utgav själv fem delar. Efter hans död blev serien fortsatt. År 1850 invaldes han som ordinarie ledamot i preussiska vetenskapsakademien och 1869 som korrepsonderande  ledamot i ryska vetenskapsakademien.